# 棉状菌属
棉状菌属（学名：Byssoporia）是阿太菌科下的一个属。

## 下属物种
本属包括以下物种：
- 地生棉状菌 Byssoporia terrestris (Pers.) M.J.Larsen & Zak